# Bé immoble de rellevància local
Bé immoble de rellevància local és una figura jurídica de protecció del patrimoni cultural del País Valencià. Es consideren béns immobles de rellevància local aquells immobles que posseïxen en l'àmbit comarcal o local valors històrics, artístics, arquitectònics, arqueològics, paleontològics o etnològics en grau rellevant, encara que sense la singularitat pròpia dels béns declarats d'interés cultural, i que així siguen declarats d'acord amb els procediments establerts en el Decret 62/2011 del Consell.
Sense perjuí de la definitiva avaluació i inscripció en els catàlegs municipals de béns i espais protegits corresponents, tenen, així mateix, la consideració de béns immobles de rellevància local els elements individuals a què es referix la disposició addicional cinquena de la Llei 4/1998, del Patrimoni Cultural Valencià, i els nuclis històrics tradicionals que així es delimiten i reconeguen d'acord amb el que disposa el Decret 62/2011.

## Classes de béns immobles de rellevància local
- Monuments d'interés local: Són immobles i edificacions que constituïxen realitzacions arquitectòniques, escultòriques o d'enginyeria d'importància local, comarcal o provincial. Tenen esta consideració, amb caràcter general, els elements següents, a què es referix la disposició addicional cinquena de la Llei 4/1998, del Patrimoni Cultural Valencià:[2] les esglésies, els convents, els santuaris, les ermites i els ermitoris, els calvaris i els monestirs, anteriors a 1940, i les llotges i les sales comunals anteriors al segle xix.
- Nuclis històrics tradicionals, amb la categoria de béns de rellevància local (NHT-BRL): Són aquells àmbits urbans compresos en la delimitació urbanística i que a més es caracteritzen per compondre agrupacions diferenciades d'edificacions que conserven una trama urbana, una tipologia diferenciada o una silueta històrica característica, o una combinació d'estes peculiaritats, que tenen una relació entre si, pels seus destacats valors patrimonials en l'àmbit local, comarcal o provincial. Estos espais, a fi de diferenciar-los dels nuclis històrics tradicionals establerts en la legislació urbanística, es denominen NHT-BRL.
- Jardins històrics d'interés local: Són aquells espais delimitats producte de l'ordenació per l'home d'elements naturals, a vegades complementats amb estructures de fàbrica, i l'interés dels quals prové del seu origen o dels seus valors estètics, sensorials o botànics.
- Espais etnològics d'interés local: Són aquells paratges, construccions o instal·lacions o conjunt seus vinculats a la cultura, a les formes de vida tradicionals i a les activitats pròpies i representatives del seu àmbit local, comarcal o provincial. Amb caràcter general tenen esta consideració els elements següents, a què es referix la disposició addicional cinquena de la Llei 4/1998, del Patrimoni Cultural Valencià:[2] els pous o caves de neu, o neveres, les ximeneres de tipus industrial de rajola d'abans de 1940, els antics molins de vent, les barraques de la comarca de l'Horta de València i els plafons ceràmics exteriors anteriors a 1940.
- Llocs històrics d'interés local: Són els llocs vinculats a esdeveniments o records del passat, a tradicions o a creacions culturals o de la naturalesa i a obres humanes que posseïxen un valor rellevant per a la memòria popular.
- Espais de protecció arqueològica o paleontològica: Són els jaciments arqueològics i els paleontològics d'especial valor per al municipi, la comarca o la província.

## Procediment per a la declaració de béns immobles de rellevància local
De conformitat amb el que disposa l'article 47 de la Llei 4/1998, del Patrimoni Cultural Valencià, correspon als ajuntaments, a través de la corresponent aprovació o modificació del seu Catàleg Municipal de Béns i Espais Protegits, en els termes establerts en la legislació urbanística, proposar justificadament els béns pertanyents al seu terme municipal que aspiren a ser reconeguts com a béns immobles de rellevància local de caràcter individual, així com la inclusió o l'exclusió del seu àmbit delimitat urbanísticament, o d'una part, com a Nucli Històric Tradicional, amb la categoria de Bé de Rellevància Local (NHT–BRL), en la secció segona de l'Inventari General del Patrimoni Cultural Valencià.
La conselleria competent en matèria de cultura, per mitjà de l'informe vinculant exigit per l'article esmentat, ha d'avaluar la proposta municipal i determinar l'existència o no de valors culturals suficients els béns proposats per a la declaració com a béns immobles de rellevància local, així com la idoneïtat del seu règim de protecció.
De manera extraordinària i en virtut d'allò exposat en l'apartat 4 de l'article 47 de la Llei 4/1998, l'òrgan competent en matèria de patrimoni cultural, quan observe l'existència d'un bé que haja d'inscriure's en la secció segona de l'Inventari General del Patrimoni Cultural Valencià amb la categoria de Bé de Rellevància Local, ho ha de comunicar a l'ajuntament, a l'efecte que manifeste la seua voluntat d'incloure'l o no en el seu Catàleg Municipal de Béns i Espais Protegits.

## Reconeixement legal de béns immobles de rellevància local, en atenció a la seua naturalesa patrimonial
Tenen la consideració de béns immobles de rellevància local, i amb esta denominació hauran de ser inclosos en els respectius catàlegs de béns i espais protegits, les categories d'elements arquitectònics següents: els «pous o caves de neu» o neveres, les ximeneres de tipus industrial construïdes de rajola anteriors a 1940, els antics molins de vent, les barraques tradicionals de la comarca de l'Horta de València, les llotges i sales comunals anteriors al segle xix, l'arquitectura religiosa anterior a l'any 1940 incloent els calvaris tradicionals que estiguen concebuts autònomament com a tals, i els panells ceràmics exteriors anteriors a l'any 1940.